# ブレンダ (砲艦)

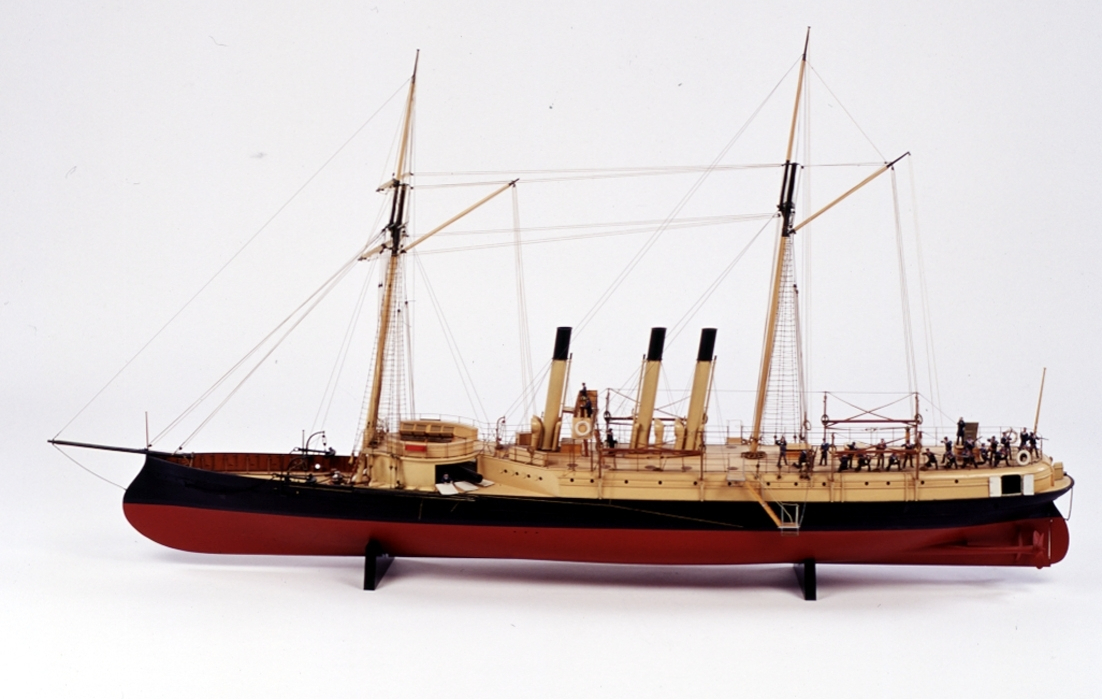
「ブレンダ」の模型

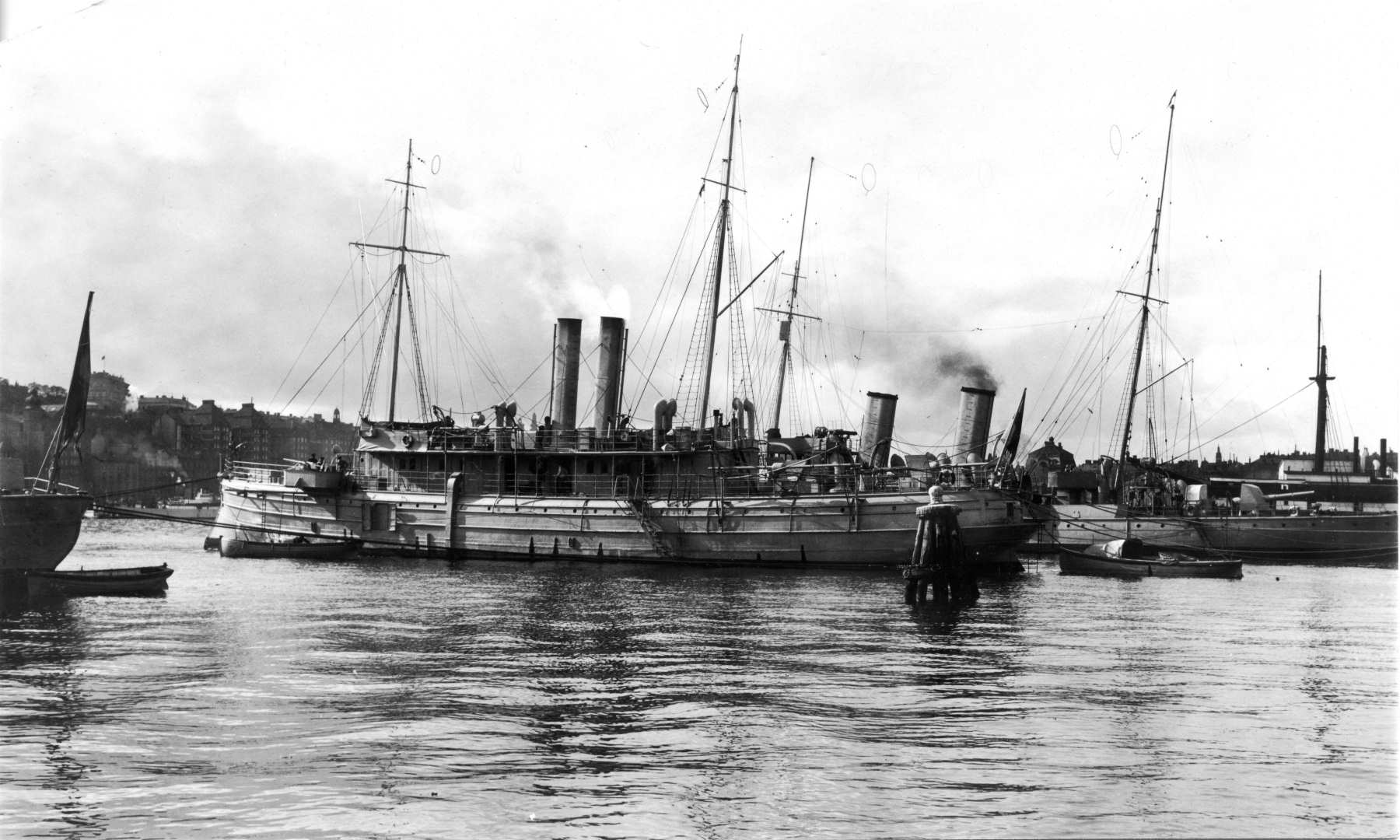
「ブレンダ」（1918年）

ブレンダ（Blenda）は、スウェーデン海軍がかつて保有していた砲艦（一等砲艇）。
1870年時点でスウェーデン海軍の主力は沿岸部用のモニター艦「ジョン・エリクソン」「トルデン」「ティルフィン」、「ローケ」などで、洋上で敵を迎え撃つ能力を欠いていた。海軍はレンデル式砲艦の考えを採用し、海軍工廠長のゲーテ・ヴィルヘルム・スヴェンソン（Gote Wilhelm Svensson）に、航洋性と操艦性に優れた艦の設計を命じた。そうしてできたものが「ブレンダ」である。「ブレンダ」には同型艦「ディーサ」があり、さらにその後、同種の艦が7隻（ウルド級6隻と「エッダ」）建造されている。
建造場所はイェーテボリのリンドホルメン造船所で、1873年10月に起工されて、1874年10月16日に進水し、1875年5月21日に引き渡された。
鉄製の船体で二重船底を有し、排水量496トン、全長52.4m、最大幅8.0m、満載吃水3.0m。または排水量496.3トン、全長52.42m、最大幅8.05m。船体に装甲はなく、機関室は石炭庫で守られている。
主兵装は艦砲で、前部にフィンスポング27.44cmM/74型施条砲（またはフィンスポング20口径27.4cmM/76型砲）を1門、後部にフィンスポング22口径12.2cmM/73型前装施条砲を1門搭載した。前部の砲は正面を除く左右それぞれ50度の範囲に指向できた。他に、12mm10銃身機銃2挺も搭載した。12.2cm砲は1884年から1886年の間に同口径の後装砲に換装された。
機関は2段膨張式蒸気往復動機関2基と煙菅缶6基で、出力590指示馬力。2軸推進で、最大走力は12ノット。公試で13ノットを発揮した、とも。また、帆装を有した。1898年に新型ボイラー4基に交換され、煙突が3本から2本になった。
「ブレンダ」は露土戦争中、オスマン帝国の帝都コンスタンティノープルに派遣された。1887年以降、水雷艇母艦、工作艦、潜水艦母艦となった。戦間期の1931年、機雷学校の宿泊艦となる。第二次世界大戦中の1942年に除籍され、民間に売却されたが、海軍が借りてノーショーピングの閉塞船として使用した。船齢80年になる頃には南米で目撃されている。「ブレンダ」の最後は不明である。